# Koropiec (obwód lwowski)
Koropiec (ukr. Коропець, Koropeć) – wieś na Ukrainie, w obwodzie lwowskim, w rejonie złoczowskim. W 2021 roku liczyła 267 mieszkańców.
Pierwsza wzmianka o wsi pochodzi z 1427 roku.
W II Rzeczypospolitej miejscowość była siedzibą gminy wiejskiej w powiecie złoczowskim, w województwie tarnopolskim.